# 1719年の寸法規定
| 艦級概観                   | 艦級概観 |
| -------------------------- | --- |
| 前級                       | 1706年の寸法規定 |
| 次級                       | 1745年の寸法規定 |
| 建造年                     | 1720年-1750年 |
| 性能諸元（100門艦）        | |
| 全長                       | 砲列甲板：174ft (53.0m) |
| 全幅                       | 50ft (15.2m) |
| 喫水                       | 20ft (6.1m) （1719年規定） 20ft 6in (6.2m) （1733年提案） |
| 機関                       | 帆走（3本マストシップ） |
| 武装                       | 100門： 上砲列：12ポンド（5kg）砲28門 中砲列：24ポンド（11kg）砲28門 下砲列：42ポンド（19kg）砲28門、 または32ポンド（15kg）砲28門 後甲板：6ポンド（3kg）砲12門 艦首楼：6ポンド（3kg）砲4門   |
| 性能諸元（90門艦）         | |
| 全長                       | 砲列甲板： 164ft (50.0m) （1719年規定） 166ft (50.6m) （1733年提案） 168ft (51.2m) （1741年提案）                                                                                             |
| 全幅                       | 47ft 2in (14.4m) （1719年規定） 47ft 9in (14.6m) （1733年提案） 48ft (14.6m) （1741年提案）                                                                                                   |
| 喫水                       | 18ft 10in (5.7m) （1719年規定） 19ft 6in (5.9m) （1733年提案） 20ft 2in (6.1m) （1741年提案）                                                                                                 |
| 機関                       | 帆走（3本マストシップ） |
| 武装                       | 90門： 上砲列：9ポンド（4kg）砲26門 （1743年武装規定では12ポンド砲） 中砲列：18ポンド（8kg）砲26門 下砲列：32ポンド（15kg）砲26門 後甲板：6ポンド（3kg）砲10門 艦首楼：6ポンド（3kg）砲2門    |
| 性能諸元（80門艦）         | |
| 全長                       | 砲列甲板： 158ft (48.2m) （1719年規定） 161ft (49.1m) （1741年提案） |
| 全幅                       | 44ft 6in (13.6m) （1719年規定） 45ft 5in (13.8m) （1733年提案） 46ft (14.0m) （1741年提案）                                                                                                   |
| 喫水                       | 18ft 2in (5.5m) （1719年規定） 18ft 7in (5.7m) （1733年提案） 19ft 4in (5.9m) （1741年提案）                                                                                                  |
| 機関                       | 帆走（3本マストシップ） |
| 武装                       | 80門： 上砲列：6ポンド（3kg）砲24門 （1743年武装規定では9ポンド砲） 中砲列：12ポンド（5kg）砲26門 （1743年武装規定では18ポンド砲） 下砲列：32ポンド（15kg）砲26門 後甲板：6ポンド（3kg）砲4門 |
| 性能諸元（74門艦、1741年） | |
| 全長                       | 砲列甲板：161ft (49.1m) |
| 全幅                       | 46ft (14.0m) |
| 喫水                       | 19ft 4in (5.9m) |
| 機関                       | 帆走（3本マストシップ） |
| 武装                       | 74門： 上砲列：18ポンド（8kg）砲28門 下砲列：32ポンド（15kg）砲28門 後甲板：9ポンド（4kg）砲14門 艦首楼：9ポンド（4kg）砲4門                                                                  |
| 性能諸元（70門艦）         | |
| 全長                       | 砲列甲板：151ft (46.0m) |
| 全幅                       | 41ft 6in (12.6m) （1719年規定） 43ft 5in (13.2m) （1733年提案） |
| 喫水                       | 17ft 4in (5.3m) （1719年規定） 17ft 9in (5.4m) （1733年提案） |
| 機関                       | 帆走（3本マストシップ） |
| 武装                       | 70門： 上砲列：12ポンド（5kg）砲26門 下砲列：24ポンド（11kg）砲26門 後甲板：6ポンド（3kg）砲14門 艦首楼：6ポンド（3kg）砲4門                                                                  |
| 性能諸元（66門艦、1741年） | |
| 全長                       | 砲列甲板：161ft (49.1m) |
| 全幅                       | 46ft (14.0m) |
| 喫水                       | 19ft 4in (5.9m) |
| 機関                       | 帆走（3本マストシップ） |
| 武装                       | 66門： 上砲列：18ポンド（8kg）砲26門 下砲列：32ポンド（15kg）砲26門 後甲板：9ポンド（4kg）砲10門 艦首楼：9ポンド（4kg）砲4門                                                                  |
| 性能諸元（64門艦、1741年） | |
| 全長                       | 砲列甲板：154ft (46.9m) |
| 全幅                       | 44ft (13.4m) |
| 喫水                       | 18ft 11in (5.8m) |
| 機関                       | 帆走（3本マストシップ） |
| 武装                       | 64門： 上砲列：18ポンド（8kg）砲26門 下砲列：32ポンド（15kg）砲26門 後甲板：9ポンド（4kg）砲10門 艦首楼：9ポンド（4kg）砲2門                                                                  |
| 性能諸元（60門艦）         | |
| 全長                       | 砲列甲板：144ft (43.9m) |
| 全幅                       | 39ft (11.9m) （1719年規定） 41ft 5in (12.6m) （1733年提案） |
| 喫水                       | 16ft 5in (5.0m) （1719年規定） 16ft 11in (5.2m) （1733年提案） |
| 機関                       | 帆走（3本マストシップ） |
| 武装                       | 60門： 上砲列：9ポンド（4kg）砲26門 下砲列：24ポンド（11kg）砲24門 後甲板：6ポンド（3kg）砲8門 艦首楼：6ポンド（3kg）砲2門                                                                    |
| 性能諸元（58門艦、1741年） | |
| 全長                       | 砲列甲板：147ft (44.8m) |
| 全幅                       | 42ft (12.8m) |
| 喫水                       | 18ft 1in (5.5m) |
| 機関                       | 帆走（3本マストシップ） |
| 武装                       | 58門： 上砲列：12ポンド（5kg）砲24門 下砲列：24ポンド（11kg）砲24門 後甲板：6ポンド（3kg）砲8門 艦首楼：6ポンド（3kg）砲2門                                                                   |
| 性能諸元（50門艦）         | |
| 全長                       | 砲列甲板： 134ft (40.8m) （1719年規定） 140ft (42.7m) （1741年提案） |
| 全幅                       | 36ft (11.0m) （1719年規定） 38ft 6in (11.7m) （1733年提案） 40ft (12.2m) （1741年提案） |
| 喫水                       | 15ft 2in (4.6m) （1719年規定） 15ft 9in (4.8m) （1733年提案） 17ft 2½in (5.2m) （1741年提案）                                                                                                 |
| 機関                       | 帆走（3本マストシップ） |
| 武装                       | 50門： 上砲列：9ポンド（4kg）砲22門 （1743年武装規定では12ポンド砲） 下砲列：18ポンド（8kg）砲22門 （1743年武装規定では24ポンド砲） 後甲板：6ポンド（3kg）砲4門 艦首楼：6ポンド（3kg）砲2門   |

1719年の寸法規定 (1719 Establishment) はイギリス海軍向けに建造される軍艦の大きさを数種類定めた規定である。これは1706年の寸法規定に替わって制定され、大砲30門以上の再建造を含むほぼすべての新造艦に適用されていた。ここでいう「再建造」とは艦から板材を剥がして腐食している部材を取り除き、同時に艦の大きさも変更するような改装工事や、あるいは艦を完全に解体してその資材を全く新しい軍艦に流用するような行為を意味していた。

## 背景
1706年の寸法規定が導入されると、イギリスの造船技術は非常に保守的な停滞に陥った。この規定は艦隊編成を統一し、イギリス海軍が持つ大艦隊の保守経費を少しでも削減することを目指していたのだが、副作用として艦艇設計の多様性や革新を抹殺する効果も持っていたのである。
1714年にジョージ1世が即位してハノーヴァー朝が始まった際に、海軍本部や海軍会議などイギリス海軍の主要組織の管理体制の再編が行われた。海軍本部がより政治的な存在になったのに対し、海軍会議は寸法規定制度のもとで教育された人間が大勢を占めるようになっていった。1719年の規定が長い間変更されなかった理由として、18世紀前半は第2次百年戦争期間では例外的に長期間戦争が勃発しなかったということが挙げられる。
この規定が長命だったもう1つの理由として、1716年に制定された搭載砲に関する規定の存在も挙げられる。それ以前の制度では砲の合計搭載数だけを定めていたため、同等級の艦でも搭載砲の口径が異なっていることがあった。1716年の砲規定はこの状況を覆すことを意図しており、同じ種類の艦は各種口径の砲を同じように装備することを目指すものだった。もちろん当時就役していた軍艦の中には砲門の数や配置、船体の剛性不足が原因で物理的に所定の砲を搭載できないものが存在していたのだが、海軍会議はこのような艦を解体して新しい設計に沿って再建造することで問題の解決を図った。
あらたな寸法規定は1719年12月に最終決定された。以前の規定が竜骨の長さや全幅といった基本的な値にしか言及していなかったのに対して、1719年の新規定は甲板の厚さなども定義した詳細なものであった。また以前は規定の無かった1等艦についてもロイヤル・ソブリンにならった値が制定された。また各寸法は1706年規定下での経験に基づき調整が行われている。

## 1733年提案の寸法規定
イギリスの造船技術が停滞に陥っている間に、フランスをはじめとするイギリス海軍の仮想敵国らは自国の軍艦を発達させており、ついには海軍会議が無視できないほどになった。経費のかかる大艦隊を維持していたイギリスの艦艇はコスト削減のために歴史的に大陸国の同等艦と比べて小型になる傾向があった。しかし1729年までに1719年規定の艦艇は小さすぎるのではないかという意見が表明されるようになり、新造艦センチュリオンと再建造のリッポンは規定とは若干異なる大きさで建造された。
1732年、海軍本部は各工廠に対して艦艇設計の改良案の聞き取り調査を行った。これにたいする返答は保守的なもので、数値の小規模な変更を提案したにすぎなかった。変更についての議論は纏まらず、結局1733年5月に当時艦艇監督官であったジェイコブ・アックワースが提出した50門および60門艦の拡幅を中心とする改良案が採用された。一ヵ月後に別種艦に関する案も採用され、これらの値が新たな寸法規定として効果的に運用され始めた。しかし厳密に言えばこれは正式な規定ではなく、「1733年の寸法規定」と言ったものは存在しない。当時の資料によれば海軍本部はもっと広範囲にわたる改変を意図していたが、海軍会議には造船の知識を持つ人間が不足していたため大規模な改革は不可能だったという可能性が示唆されている。

## 1741年提案の寸法規定
ジェンキンスの耳戦争が始まるとイギリス軍艦の実情が明らかになった。1740年4月にスペインの70門艦プリンセッサを捕獲した際、イギリスの70門艦ケント、レノックス、オーフォードは6時間に渡る戦闘でプリンセッサのトップマスト1つを破壊したに過ぎなかった。プリンセッサの船体は当時のイギリス90門艦と同規模であり、イギリス70門艦に比べて安定性が高かった。加えて船体構造が堅固だったために長時間の砲撃に耐えることが出来たのである。敵海軍に対する個艦の劣勢が明白となったため、イギリス海軍は採用されていなかった砲規定の改良案を実施して火力の向上に努めた。強力な砲を装備するためには艦体も大型化する必要があり、艦艇監督官ジェイコブ卿は新たな寸法規定を提案した。この提案では従来の艦種区分を変更しており、例えば70門艦は大口径砲搭載のために64門艦に改装されることとなった。この規定に従って建造された1等艦は存在しないが、74門艦と66門艦は少数が建造された。
この戦争のもう1つの影響として、「再建造」制度の崩壊が挙げられる。ジェンキンスの耳戦争以前は議会を通さずに新造艦を手に入れるために軍艦の定期的な再建造を行っていたが、実際には元の艦から再使用される木材は極僅かであった。一部では再建造が行われる何年も前に艦が解体されたにもかかわらず、書類上は現役艦であり続けるというような事例すらあったのである。再建造は手間のかかる工程であり、全くの新造より時間も経費もかかった。それゆえ、戦時に再建造のために乾ドックを長期間占有するのは非生産的だと考えられるようになったのである。西インド海域に派遣される艦艇にはフナクイムシ対策の被覆を施す必要があり、他にもさまざまな修繕が要求されたため必然的に再建造の優先度は低下した。その結果老朽艦の船体は倉庫として使用されるようになり、まだ耐久性の残っている艦を解体して新調するといった無駄はなされなくなったのである。既に起工されていたものを除けば1739年以降に再建造はほとんど行われておらず、1742年には全く行われなくなった。